# コロンナ家

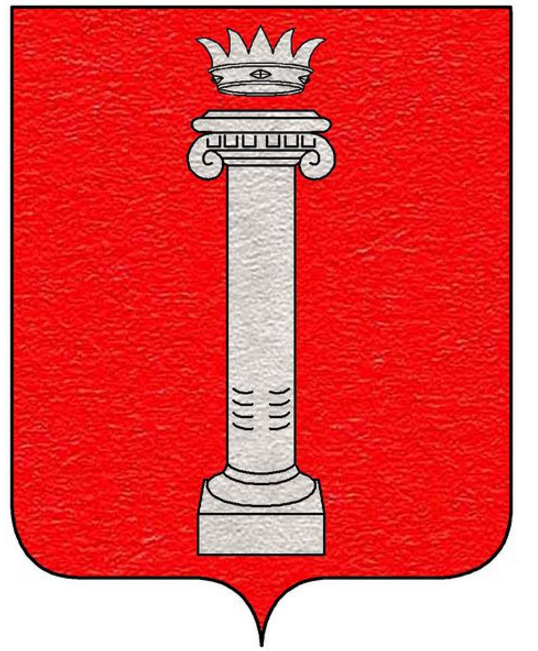
コロンナ家の紋章

コロンナ家（Colonna）は、中世ローマで力を持ったイタリアの有力貴族。ローマのトラヤヌス帝のコロンナ（円柱）の近くに一族が住んでいた事からこの名となっている。
特に教皇庁がアヴィニョンに移転したアヴィニョン捕囚の時期、オルシーニ家と覇権を争い、ローマは一時荒廃し不穏な状況となった。アヴィニョン捕囚が終わった後もしばしばローマ教皇庁の施策に反対して、反乱を起こすことがあった。
ペトラルカが仕えたことで知られるジョヴァンニ・コロンナをはじめ、枢機卿になった者も多い。15世紀に一族からマルティヌス5世が初めて教皇となった。
ミケランジェロとの友情で知られるヴィットリア・コロンナ、レパントの海戦で教皇庁総司令官、連合艦隊副総司令官となったマルカントニオ・コロンナも一族出身である。